# Пекуновский тупик
Пекуно́вский тупи́к (до 1952 — Пекуновская улица)— небольшая улица в центре Москвы в Нижегородском районе от Большой Калитниковской улицы.

## Происхождение названия
Пекуновская улица получила название в XIX веке по проживавшим здесь выходцам из деревни Пекуново, расположенной близ станции «Кусково» бывшей Нижегородской железной дороги. В 1952 году переименована в Пекуновский тупик.

## Описание
В справочнике «Улицы Москвы» (1972) обозначен как начинающийся от Боенского проезда, в том же справочнике от 1969 года — от Средней Калитниковской улицы.
Однако, при строительстве Третьего транспортного кольца значительно сократился, хотя и продолжает числиться в Общемосковском классификаторе улиц Москвы и справочнике «Улицы современной Москвы» (2009) на его основе.
В настоящее время начинается от Большой Калитниковской улицы и проходит вдоль Курского направления Московской железной дороги у платформы Калитники.